# José Pessôa de Souto Maior
José Pessôa de Souto Maior (Bezerros, 11 de dezembro de 1865 — Bezerros, 25 de janeiro de 1934) foi um político e militar brasileiro, atuando três vezes como prefeito de Bezerros, Pernambuco. É creditado atualmente como o fundador da cidade de Sairé.
Morava num sítio local chamado Sítio Caiana, que atualmente localiza-se no município de Sairé, mas à época, era parte do município de Bezerros. É considerado como o fundador de Sairé, tendo um busto na matriz da cidade homenageando-o. Atuou como prefeito entre 1916 e 1919 num primeiro mandato e no segundo mandato, entre 1922 e 1925. Também detinha o cargo de tenente-coronel da Guarda Nacional. Seu último mandato foi de 1930 até 1934, quando faleceu.

## Biografia
Nascido em uma família tradicional rica de descendentes de portugueses, é filho do Alferes José Pessôa de Souto Maior, natural de Goiana, e de Maria José das Neves. Seus avós paternos são o Capitão Domingos de Albuquerque Mello Montenegro e Mariana Pessôa de Albuquerque Mello. Sua avó Mariana é irmã dos ditos heróis pernambucanos da Revolução de 1817, o João de Souto Maior e pe. Antônio de Souto Maior.
Cresceu e foi educado em casa no sítio de seu pai e desde cedo, mostrou aptidão para a liderança. Seu pai o ensinou a ler e escrever. Quando criança, seus pais o apelidaram de Cazuzinha, mas também ficou conhecido pelo pseudônimo de João da Mata, que usava em publicações políticas e de poesias nos jornais de sua época. Nos fins do século XIX, entrou para a carreira militar, dado o fato que no cartório de um lugar chamado "Passagem", hoje atualmente em Sairé, consta um registro datado de 1896, cartas de posse de terrenos, lá constando sua profissão como "militar". Os homens de sua família seguiram em maioria os caminhos militares, sendo tendo um irmão e dois sobrinhos no caminho militar. Seu sobrinho o coronel José Pessôa Sobrinho também serviu como prefeito de Bezerros. Segundo seu neto Heraldo Pessôa de Souto Maior, renomado sociólogo pernambucano, numa entrevista concedida à FGV, relatou que seu avô sabia falar o básico de latim e francês e que possuía várias conexões políticas.
Em 1907, por solicitação dele, na época já era o chefe político, o senhor Miguel Bezerra do Nascimento, conhecido como "Miguel Grande", e sua segunda esposa dona Maria Joaquina do Amorim doaram um pedaço do terreno para que nele fosse erguida uma capela sob a invocação de São Miguel Arcanjo, que, à época, tais terrenos se chamavam de sítio Boca da Mata. Dias depois da doação, o coronel José Pessoa pediu ao Rvmo. Sr. Arcebispo de Olinda e Recife, Dom Luís de Brito, licença para que fosse construída a capela. A mesma foi concedida no dia 20 de abril de 1907.
O coronel José Pessoa mandou então confeccionar uma pedra de massa granítica pelo major João Pessôa de Souto Maior, seu irmão. No dia 6 de maio de 1907, a pedra que ia servir de base veio do sítio “Caiana”, da residência do coronel José Pessôa, em procissão, às 11 horas da manhã. A pedra foi ornamentada pela senhora Maria da Conceição Souto Maior Figueiredo, irmã do referido coronel. Já se encontrava no lugar em que ia ser colocada a referida pedra o Rvmo. Sr. Cônego Laurindo Justiniano Douetts, vigário da Paróquia de Bezerros na época, e grande foi o número de pessoas que se achavam presentes a esse acontecimento. Foram colocadas medalhas religiosas de prata, ouro, níquel e cobre, de diferentes valores e épocas do Brasil, que foram oferecidas por diversos senhores e senhoras.
O coronel José Pessoa preparou um livro que serviu de ata para todos os paraninfos e pessoas presentes assinarem. O referido foi assinado pelos senhores casados e suas digníssimas esposas. Assinou em primeiro lugar o Rvmo. Cônego Douetts. Terminada a cerimônia religiosa, imediatamente deram início aos trabalhos, sendo encarregado de supervisionar e coordenar a construção, o senhor Coronel José Pessoa.
Ajudaram também o seu irmão e sobrinho, respectivamente, ambos majores, João Pessôa de Souto Maior e Antônio Pessôa de Souto Maior, os amigos Antônio Soares, Antônio Dourado, Luiz Rodrigues, Miguel Grande e muitos outros. No dia 9 de junho, a primeira missa na capela foi celebrada pelo cônego Laurindo Douetts. Houve também vários batizados, ficando as missas nas segundas-feiras de cada mês, dia em que eram realizadas as feiras. O povoado, à época chamado de São Miguel, contava com 25 casas de moradia. No dia 17 de novembro do mesmo ano, foi inaugurada a Capela-Mor. A mesma é construída em estilo simples, porém muito elegante, medindo 5 metros e 14 centímetros de frente e 7 metros e 20 centímetros de fundo. Toda a madeira foi fornecida e doada pelo alferes José de Azevedo e Silva, proprietário do Engenho Itapegipe, no lugar “Riachão”, deste distrito. Foram realizados 137 batismos pelo cônego Douetts, até o dia em que ele celebrou aqui pela 7ª vez. Tendo, a seu pedido, ido morar na cidade de Vitória de Santo Antão, veio substituí-lo na Paróquia de Bezerros, em 1908, o vigário Alexandre Cavalcanti. O sino pequeno foi doado pelo sr. João Dias, no ano de 1907. Este sino permanece na torre da Matriz até os dias atuais.

Campanha eleitoral de Dantas Barreto no município de Bezerros no ano de 1911, na entrada da antiga Estação Ferroviária. No centro, vemos os oficiais da Guarda Nacional.

O Coronel José Pessôa era politicamente influente e apoiou massivamente a campanha política do General Dantas Barreto no interior de Pernambuco. Em 1911, após conversações com Dantas Barreto, agora já eleito o governador do estado de Pernambuco, que estava de visita no município de Bezerros. trabalharam juntos para elevar o povoado de São Miguel (antigo nome de Sairé) em vila. Em 1915, os trabalhos da Igreja findaram oficialmente.

### Morte e Legado
Vivia no sítio Caiana com sua família, educando seus filhos, do seu casamento com a prima Maria José de Vasconcelos e de seu segundo casamento com Anna Pereira da Silva. Futuramente, do seu primeiro matrimônio, seu neto materno Severino Pessôa Pontes seria o primeiro prefeito do município de Sairé, quando foi emancipado em 1963. O Coronel fazia várias anotações de importância local num caderno que possuía, que levou seu sobrinho-neto Miguel Pessôa das Neves a publicar um livro sobre a região. 
Faleceu ao dia 25 de janeiro de 1934, em Bezerros, com a idade de 68 anos, 1 mês e 14 dias, enquanto exercia seu último e terceiro mandato de Prefeito de Bezerros, em sua residência no sítio Caiana, que existe até hoje, atualmente situado no município de Sairé. Sua morte causou uma grande comoção na época em Sairé, logo sendo encomendando um busto seu para ser feito como homenagem póstuma. Após sua morte, seu filho do segundo matrimônio Octávio Pessôa de Souto Maior assumiu interinamente como Prefeito de Bezerros. Desde então, é creditado como o fundador de Sairé e patrono do desenvolvimento daquela região.